# Диджериду
Диджериду е дървен духов музикален инструмент с цилиндрична или конична форма и много нисък тонов обем, създаден от аборигените в Северна Австралия. Диджериду е европейското название на инструмента, а аборигените го наричат йедаки. Традиционният материал за изработката на диджериду е парче кухо евкалиптово дърво с дължина между 1 и 3 m, чиято мека вътрешна част е била изядена от термити или е изсъхнала по някаква друга причина. Поради това той не винаги е прав, а зависи от формата на дървото, от което е изработен. Най-голямата дължина, достигната от диджериду, е 2,5 m и такива екземпляри са предназначени за сакралните церемонии на празника Dream Time. Освен това свиренето на диджериду съпровожда ритуали, при които се изпада в транс. Инструментът често е изрисуван в цвят или е украсен с изображения на племенни тотеми. 
При свирене се използва техниката на непрекъснатото постъпване на въздух. Уникалността му се състои в това, че обикновено звучи на един тон, като притежава голям диапазон, който може да бъде сравняван само с човешки глас и отчасти с орган.
Смята се, че диджеридуто е най-старият духов инструмент в света, като най-ранните доказателства за съществуването му са скални рисунки на възраст около 1500 години.